# Liste der Monuments historiques in Masseilles
Die Liste der Monuments historiques in Masseilles führt die Monuments historiques in der französischen Gemeinde Masseilles auf.

## Liste der Bauwerke
| Bezeichnung                 | Beschreibung              | Standort | Kennzeichnung | Schutzstatus | Datum | Bild           |
| --------------------------- | ------------------------- | -------- | ------------- | ------------ | ----- | -------------- |
| Ehemalige Abtei Fontguilhem | Erbaut im 12. Jahrhundert | (Lage)   | PA00125243    | Inscrit      | 1993  | weitere Bilder |
| Kirche St-Martin            | Erbaut im 12. Jahrhundert | (Lage)   | PA00083622    | Inscrit      | 1925  | weitere Bilder |